# Harminder Singh
Harminder Singh (ur. 9 maja 1984) – hinduski lekkoatleta specjalizujący się w chodzie sportowym.
W 2010 zdobył brązowy medal w chodzie na 20 kilometrów podczas igrzysk Wspólnoty Narodów. 

## Osiągnięcia
| Rok  | Impreza                              | Miejsce    | Konkurencja   | Lokata      | Wynik   |
| ---- | ------------------------------------ | ---------- | ------------- | ----------- | ------- |
| 2008 | Puchar świata w chodzie sportowym    | Czeboksary | chód na 50 km | 62. miejsce | 4:35:24 |
| 2010 | Mistrzostwa Azji w chodzie sportowym | Nomi       | chód na 20 km | 13. miejsce | 1:26:27 |
| 2010 | Igrzyska Wspólnoty Narodów           | Nowe Delhi | chód na 20 km | 3. miejsce  | 1:23:27 |